# Epitonium mucronatum
Epitonium mucronatum is een slakkensoort uit de familie van de Epitoniidae. De wetenschappelijke naam van de soort is voor het eerst geldig gepubliceerd in 1943 door Fenaux.